# Отдых и риклаксация
«Отдых и риклаксация» (англ. Rest and Ricklaxation) — шестой эпизод третьего сезона американского мультсериала «Рик и Морти». Сценарий к эпизоду написал Том Кауфман, а режиссёром выступил Энтони Чун.
Название эпизода отсылает к фразе «Отдых и релаксация».
Премьера эпизода состоялась 27 августа 2017 года в блоке Adult Swim на Cartoon Network. Эпизод посмотрели около 2,5 миллиона зрителей во время выхода в эфир.

## Сюжет
После шестидневного космического приключения, которое ставит их на грань психологического срыва, Рик и Морти решают провести некоторое время в инопланетном спа-салоне, где они используют машину, которая извлекает негативные черты личности человека. Однако без ведома Рика и Морти эти черты превращаются в токсичные физические аналоги, характеризующиеся высокомерием Рика и ненавистью Морти к самому себе. С другой стороны, Чистый Рик становится более внимательным, а уверенность Чистого Морти позволяет ему начинать встречаться с девушками. Однако побочным эффектом является то, что и Чистый Рик, и Морти фактически теряют способность формировать эмоциональную привязанность. Обещая отомстить Чистому Рику, Токсичный Рик берёт Токсичного Морти, вырывается из машины и использует лунную башню, чтобы переделать всю Землю в токсичную версию самой себя.
Чистый Рик решает ситуацию, отравив Токсичного Морти, правильно сделав вывод, что настоящий Рик считал своё сострадание к Морти слабостью, что означает, что Токсичный Рик унаследовал эту черту. Токсичный Рик нехотя сливается с Чистым Риком, чтобы спасти Токсичного Морти, превратившись в настоящего Рика. Чистый Морти избегает слияния со своим токсичным «я» и продолжает жизнь биржевого маклера в Нью-Йорке. Рик выслеживает его с помощью Джессики и превращает в обычного Морти, повторно вводя Токсичного Морти обратно в Чистого Морти.
В сцене после титров тур по той же башне лунного света освобождает Стейси, одну из девушек, с которыми Морти встречался в эпизоде, которая случайно оказалась в ловушке внутри машины детоксикации.

## Отзывы
Джесси Шедин из IGN оценил эпизод на 8,5/10, высоко оценив работу сценаристов по созданию уникального и неповторимого сюжета, завив, что «если бы этот конфликт сводился к простой войне между Добрым Риком и Злым Риком, я не знаю, насколько хорошо бы сработал этот эпизод», отметив также, что «характеристика резко изменилась в середине эпизода, когда он превратился из милого гуру самопомощи в отверженного с Уолл-стрит или американского психопата». Джо Матар из Den of Geek завил, что «в сериале исследуется простая предпосылка и выходит ещё один блестящий эпизод», помимо похвалы за сюжет, назвав этот эпизод «ещё одним фантастическим эпизодом», который «каким-то образом берёт [сюжет] в совершенно неожиданном виде, направления, погружая в глубины психики персонажей и выдвигая первоклассные шутки на протяжении всего пути». Лиз Шеннон Миллер из IndieWire дала эпизоду оценку B, задав вопрос: «Кто такие Рик и Морти без их проблем? Это проблема, с которой сталкиваются в „Отдыхе и риклаксации“, когда легендарный дуэт решает расслабиться после сумасшедшего приключения в дневном спа, который разделяет их на  „токсины“».